# Liste der Biografien/Schwan
Liste der Biografien |
Portal Biografien |
Personensuche
# |
A |
B |
C |
D |
E |
F |
G |
H |
I |
J |
K |
L |
M |
N |
O |
P |
Q |
R |
S |
T |
U |
V |
W |
X |
Y |
Z |
?
 
Sa |
Sb |
Sc |
Sd |
Se |
Sf |
Sg |
Sh |
Si |
Sj |
Sk |
Sl |
Sm |
Sn |
So |
Sp |
Sq |
Sr |
Ss |
St |
Su |
Sv |
Sw |
Sy |
Sz
 
Sca–Sce |
Sch |
Sci–Scz
 
Scha |
Schc |
Schd |
Sche |
Schg |
Schi |
Schj |
Schk |
Schl |
Schm |
Schn |
Scho |
Schp |
Schr |
Schs |
Scht |
Schu |
Schv |
Schw |
Schy
 
Schwa |
Schwe |
Schwi |
Schwo |
Schwu |
Schwy
 
Schwaa |
Schwab |
Schwac |
Schwad |
Schwae |
Schwag |
Schwah |
Schwai |
Schwak |
Schwal |
Schwam |
Schwan |
Schwap |
Schwar |
Schwas |
Schwat |
Schwau |
Schwaz
Die Liste der Biografien führt alle Personen auf, die in der deutschsprachigen Wikipedia einen Artikel haben. Dieses ist eine Teilliste mit 141 Einträgen von Personen, deren Namen mit den Buchstaben „Schwan“ beginnt.

## Schwan
- Schwan, Alexander (1931–1989), deutscher Politikwissenschaftler
- Schwan, Anton (1903–1964), deutscher Politiker (Zentrumspartei, CDU)
- Schwan, Carl Daniel (1815–1882), Mitglied des nassauischen Kommunallandtags
- Schwan, Christian Friedrich (1733–1815), deutscher Verleger und Buchhändler
- Schwan, Eduard (1858–1893), deutscher Romanist
- Schwan, Eggert (* 1938), deutscher Staatsrechtler und Hochschullehrer
- Schwan, Egon (* 1930), deutscher Fußballspieler
- Schwan, Gesine (* 1943), deutsche PolitikwissenschaftlerinGesine Schwan (* 1943)

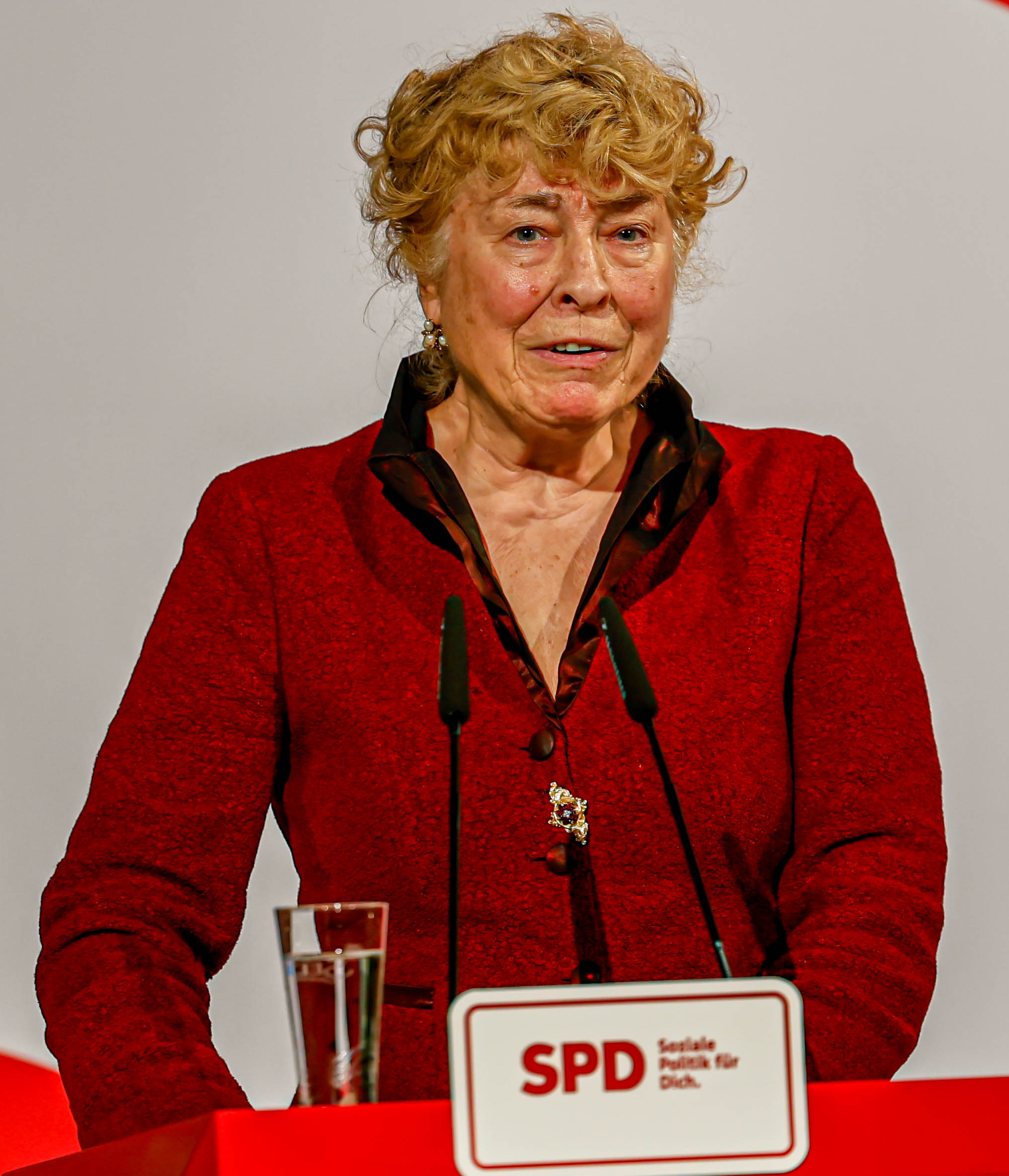
Gesine Schwan (* 1943)

- Schwan, Hartmut (* 1951), deutscher Rechtswissenschaftler und Präsident des Thüringer Oberverwaltungsgerichtes
- Schwan, Heinrich Christian (1819–1905), deutsch-amerikanischer lutherischer Theologe
- Schwan, Heribert (* 1944), deutscher Schriftsteller und Fernseh-Autor
- Schwan, Ivyann (* 1983), US-amerikanische Schauspielerin und frühere Kinderdarstellerin
- Schwan, Johann Friedrich (1729–1760), deutscher Räuber
- Schwan, Johannes V. († 1540), deutscher Stiftspropst
- Schwan, Michael (* 1939), deutscher Ruderer
- Schwan, Olof (1744–1812), schwedischer Orgelbauer in Stockholm
- Schwan, Robert (1921–2002), deutscher Fußballmanager
- Schwan, Severin (* 1967), PharmamanagerSeverin Schwan (* 1967)

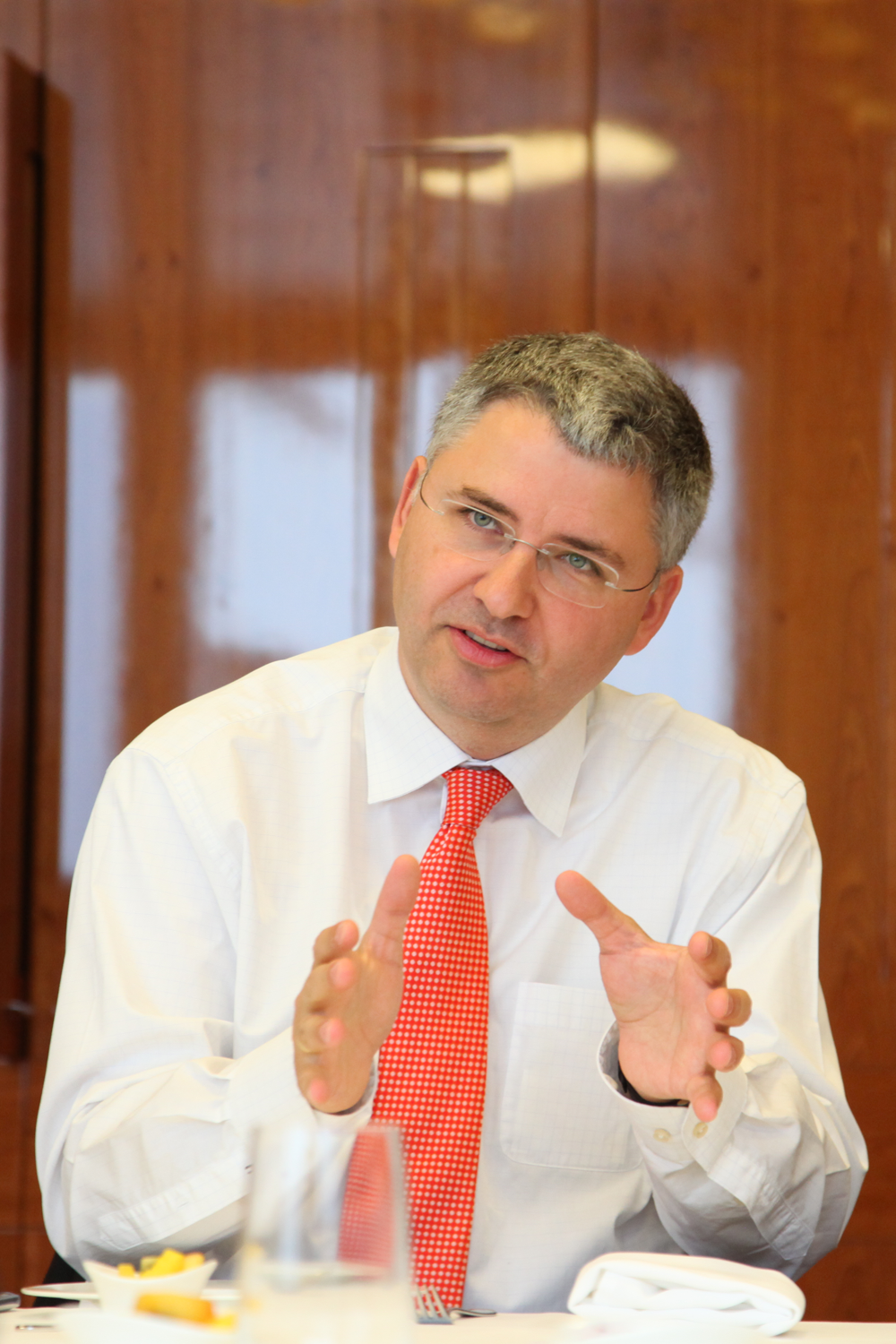
Severin Schwan (* 1967)

- Schwan, Stephan (* 1960), deutscher Psychologe
- Schwan, Werner (1917–2002), deutscher Geologe
- Schwan, Wilhelm, deutscher Kupferstecher
- Schwan, Wilhelm (1884–1960), deutscher Politiker (SPD, KPD, SED), MdR
- Schwan, Wolf (* 1913), deutscher Kameramann

### Schwanb
- Schwanbeck, Bodo (* 1935), deutscher Opernsänger (Bass/Bassbariton) und Kammersänger
- Schwanberg, Gero (1940–2023), österreichischer Bildhauer, Maler, Bühnenbildner und Lehrender
- Schwanberg, Johanna (* 1966), österreichische Ausstellungsmacherin, Autorin und Museumsdirektorin
- Schwanberger, Johann Gottfried (1737–1804), deutscher Komponist und Klaviervirtuose

### Schwand
- Schwanda, Dieter (* 1949), deutscher Schauspieler
- Schwanda, Hans (1904–1983), österreichischer Alpinist und Sachbuchautor über Berg- und Schitouren
- Schwander, Albert (1861–1922), Schweizer Politiker
- Schwander, Elisabeth (1917–2001), deutsche Gründerin des deutschen Dorfhelferinnenwerks sowie Vordenkerin der Landfrauenbewegung
- Schwander, Hanna, Schweizer Politikwissenschaftlerin und Hochschullehrerin
- Schwander, Hermann (* 1948), deutscher Pauker, Schlagzeuger und Hochschulprofessor
- Schwander, Ivo (1946–2024), Schweizer Rechtswissenschaftler
- Schwander, Marcel (1929–2010), Schweizer Journalist und literarischer Übersetzer
- Schwander, Martin (* 1949), Schweizer Journalist
- Schwander, Pirmin (* 1961), Schweizer Politiker (SVP)Pirmin Schwander (* 1961)

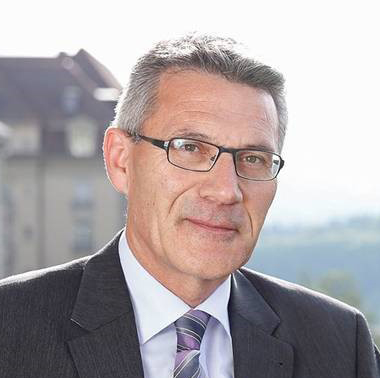
Pirmin Schwander (* 1961)

- Schwander, Rudolf (1868–1950), deutscher Politiker und Sozialreformer
- Schwander, Stefan, deutscher Technomusiker, DJ und Labelbetreiber
- Schwandes, Moritz Christian von (1688–1760), königlich preußischer Oberstleutnant und Kommandeur des Garnisons-Regiments Nr. 7
- Schwandke, Tristan (* 1992), deutscher Hammerwerfer
- Schwandner, Ernst-Ludwig (1938–2021), deutscher Bauforscher
- Schwandner, Gerd (* 1951), deutscher Arzt und Politiker (FDP, Grüne, parteilos), MdL
- Schwandner, Ludwig von (1823–1880), württembergischer Regierungspräsident
- Schwandner, Maximilian (1881–1972), deutscher Offizier, General der Wehrmacht
- Schwandorf, Ursula von, Äbtissin im Kloster Wald
- Schwandt, Christoph (1956–2015), deutscher Autor und Dramaturg
- Schwandt, Erhard (* 1942), deutscher Schriftsteller und Lehrer
- Schwandt, Erich (1935–2017), kanadischer Cembalist, Organist, Musikwissenschaftler und -pädagoge
- Schwandt, Johannes (1888–1968), deutscher Jurist und Ministerialbeamter
- Schwandt, Jürgen (1936–2024), deutscher Kapitän, Kolumnist und Blogger
- Schwandt, Karl (* 1923), deutscher Fußballspieler
- Schwandt, Michael (* 1947), deutscher Schlagzeuger und RockmusikerMichael Schwandt (* 1947)

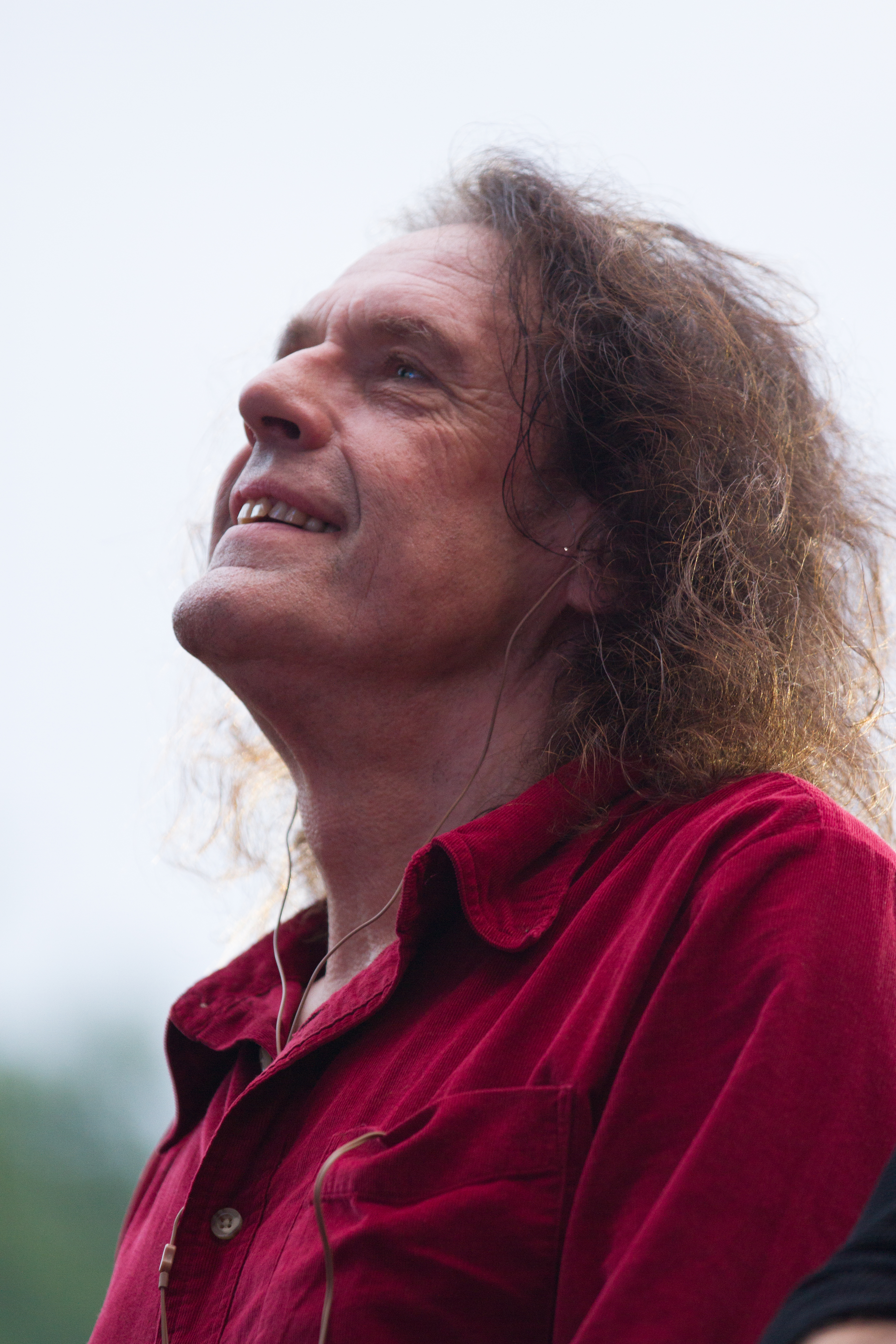
Michael Schwandt (* 1947)

- Schwandt, Paul (1887–1920), deutscher Fliegerpilot
- Schwandt, Rudolf (1898–1975), deutscher DBD-Funktionär und Politiker, MdV
- Schwandt, Silke (* 1980), deutsche Historikerin und Professorin für Digital History
- Schwandt, Susanne (* 1943), deutsche Grafikerin und Illustratorin
- Schwandt, Wilbur (1904–1998), US-amerikanischer Komponist

### Schwane
- Schwanecke, Christine, deutsche Anglistin und Literaturwissenschaftlerin
- Schwanecke, Hermann (1889–1974), deutscher Geologe und Hochschullehrer
- Schwanecke, Ulrich (* 1968), deutscher Informatiker und Professor an der Hochschule RheinMain Wiesbaden
- Schwanemeier, Marc (* 1977), deutscher Basketballspieler
- Schwanenflügel, Matthias von (* 1958), deutscher Jurist, Ministerialdirektor und Honorarprofessor
- Schwaner, Birgit (* 1960), deutsche Autorin und Journalistin
- Schwaner, Carl (1817–1851), deutscher Geologe und Forschungsreisender
- Schwaner, Heinrich (1836–1909), deutscher Politiker (NLP), MdL Waldeck
- Schwaner, Mark (1639–1713), deutscher Quäker
- Schwaner, Wilhelm (1863–1944), deutscher Volksschullehrer, Journalist, Publizist und Verleger
- Schwanert, Hermann August (1823–1886), deutscher Jurist und Hochschullehrer
- Schwanert, Hugo (1828–1902), deutscher Chemiker
- Schwanewilms, Anne (* 1967), deutsche Opernsängerin (Sopran)

### Schwanh
- Schwanhäußer, Eduard (1871–1932), deutscher Unternehmer
- Schwanhäußer, Georg Josua (1796–1876), deutscher Gastwirt
- Schwanhäußer, Günter (1928–2014), deutscher Unternehmer und Erfinder
- Schwanhäußer, Gustav Adam (1840–1908), deutscher Unternehmer
- Schwanhold, Ernst (* 1948), deutscher Politiker (SPD), MdB
- Schwanholz, Julia (* 1981), deutsche Politikwissenschaftlerin und Buchautorin
- Schwanholz, Martin (* 1960), deutscher Politiker (SPD), MdBMartin Schwanholz (* 1960)

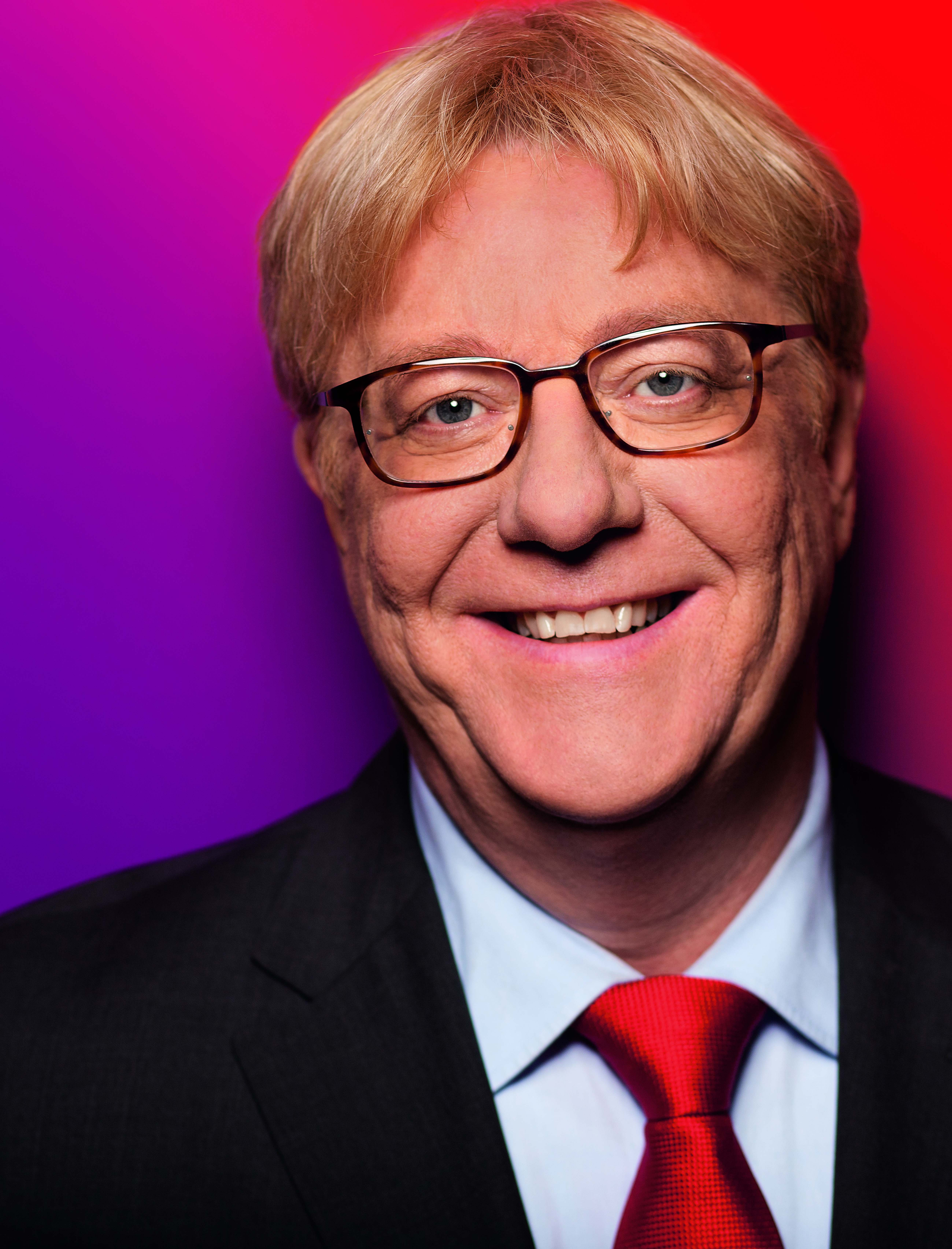
Martin Schwanholz (* 1960)

### Schwani
- Schwania, Surab (1963–2005), georgischer Politiker
- Schwaninger, Markus (* 1947), österreichischer Ökonom
- Schwanitz, Christina (* 1985), deutsche Kugelstoßerin
- Schwanitz, Dietrich (* 1940), deutscher Anglist und Schriftsteller
- Schwanitz, Johannes (* 1962), deutscher Wirtschaftswissenschaftler
- Schwanitz, Julian (* 1982), deutscher Kameramann, Dokumentarfilmer und Regisseur
- Schwanitz, Karl Friedrich (1823–1903), deutscher Richter und Gelehrter
- Schwanitz, Rolf (* 1959), deutscher Politiker (SPD), MdV, MdB
- Schwanitz, Simone (* 1968), deutsche politische Beamtin und Wissenschaftsmanagerin
- Schwanitz, Wolfgang (1930–2022), stellvertretender Minister für Staatssicherheit in der DDR, Leiter des Amtes für Nationale Sicherheit der DDRWolfgang Schwanitz (1930–2022)

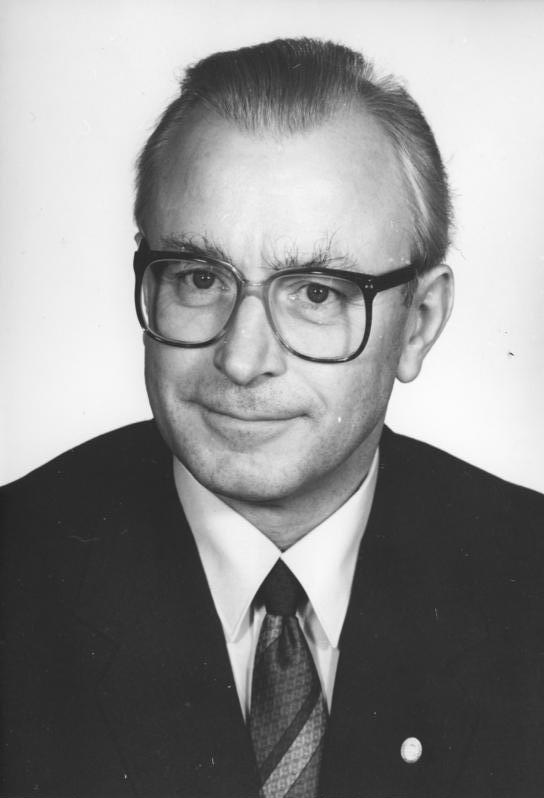
Wolfgang Schwanitz (1930–2022)

- Schwanitz, Wolfgang G. (* 1955), deutscher Orientalist

### Schwank
- Schwank, Adam Joseph (1820–1902), deutscher Stifter
- Schwank, Benedikt (1923–2016), deutscher Benediktiner und Neutestamentler
- Schwank, Bernhard (* 1960), deutscher Sportfunktionär
- Schwank, Edgar (* 1973), lettisch-deutscher Handballspieler, -trainer und -funktionär
- Schwank, Eduardo (* 1986), argentinischer Tennisspieler
- Schwank, Felix (1922–2017), Schweizer Politiker
- Schwank, Günter (1931–2019), deutscher Unternehmer und Verbandsfunktionär der Kunststoff verarbeitenden Industrie
- Schwank, Inge (* 1959), deutsche Mathematikdidaktikerin
- Schwank, Willi (1916–1979), deutscher Koch
- Schwanke, Johannes (* 1966), deutscher evangelischer Theologe
- Schwanke, Jörg (* 1969), deutscher Fußballspieler
- Schwanke, Karsten (* 1969), deutscher FernsehmoderatorKarsten Schwanke (* 1969)

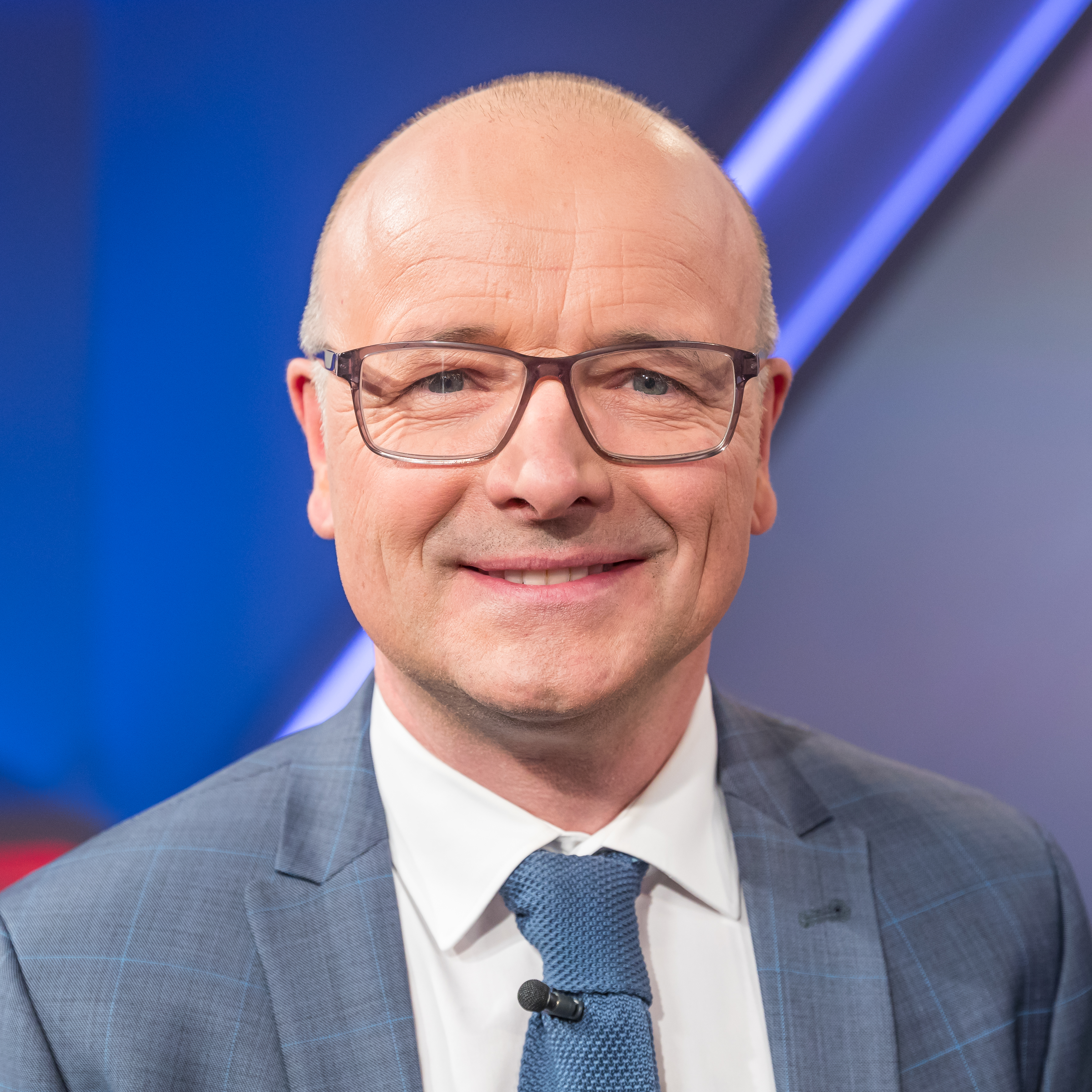
Karsten Schwanke (* 1969)

- Schwanke, Klaus (* 1938), deutscher Fußballspieler
- Schwanke, Paul (1881–1965), deutscher Politiker (SPD/SED), MdL
- Schwankl, Otto (* 1949), deutscher katholischer Theologe
- Schwankner, Robert (* 1958), deutscher Chemiker und Hochschullehrer

### Schwann
- Schwann, Hans (1884–1966), deutscher Journalist, Publizist und Pazifist
- Schwann, Hermann (1899–1977), deutscher Politiker (FDP, VDNV, AUD), MdB
- Schwann, Mathieu (1859–1939), deutscher Archivar, Journalist und Schriftsteller
- Schwann, Mika (* 1999), österreichischer Skispringer
- Schwann, Theodor (1810–1882), deutscher Physiologe
- Schwannecke, Günter (1934–1992), deutscher Kunstmaler
- Schwanneke, Ellen (1907–1972), deutsche SchauspielerinEllen Schwanneke (1907–1972)

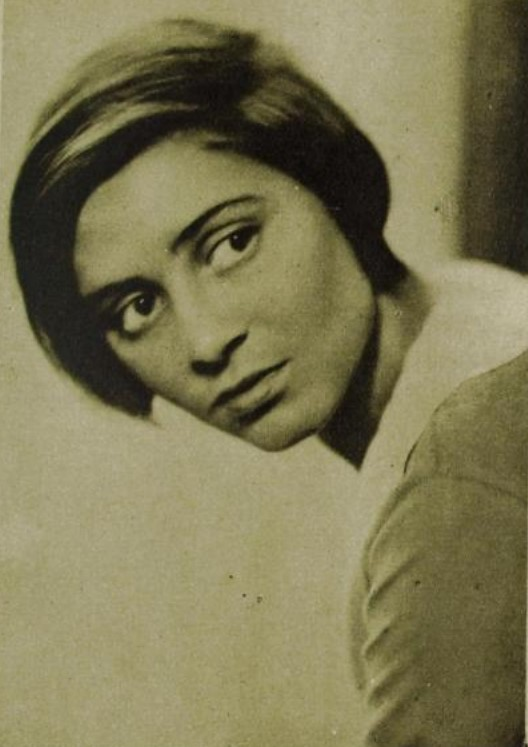
Ellen Schwanneke (1907–1972)

- Schwanneke, Viktor (1880–1931), deutscher Schauspieler
- Schwanner, Cornelius (1884–1947), österreichischer Kriegsverbrecher und SS-Hauptscharführer
- Schwanninger, Florian (* 1977), österreichischer Historiker

### Schwano
- Schwanold, Heinrich (1867–1932), deutscher Lehrer und Heimatforscher

### Schwant
- Schwantag, Karl (1912–1991), deutscher Ökonom
- Schwantes, Günther (1881–1942), deutscher Generalleutnant im Zweiten Weltkrieg, Leiter der Abteilung Abwehr der Reichswehr
- Schwantes, Gustav (1881–1960), deutscher Archäologe und Botaniker
- Schwantes, Martin (1904–1945), deutscher Kommunist und Widerstandskämpfer
- Schwantes, Milton (1946–2012), brasilianischer evangelischer Theologe und Bibelwissenschaftler
- Schwantes, Ulrich (* 1946), deutscher Arzt und Hochschullehrer
- Schwantge, Amand (1933–2006), deutscher Hornist und Musikpädagoge
- Schwantge, Andreas (* 1953), deutscher Evangelist und Autor
- Schwanthaler, Bonaventura (1678–1744), Bildhauer und Anführer des bayerischen Volksaufstands 1705
- Schwanthaler, Franz Jakob (1760–1820), deutscher Bildhauer
- Schwanthaler, Franz Xaver (1799–1854), deutscher Bildhauer und Zeichner
- Schwanthaler, Johann Georg (1740–1810), österreichischer Holzschnitzer
- Schwanthaler, Ludwig (1802–1848), deutscher Bildhauer
- Schwanthaler, Thomas, bayerischer Holzschnitzer
- Schwantje, Magnus (1877–1959), deutscher Schriftsteller und Pazifist
- Schwantner, Emil (1890–1956), deutsch-böhmischer Bildhauer
- Schwantner, Joseph (* 1943), US-amerikanischer Komponist
- Schwantz, Gustav (1888–1964), deutscher SED-Funktionär, Oberbürgermeister von Schwerin
- Schwantz, Kevin (* 1964), US-amerikanischer Motorradrennfahrer
- Schwantzer, Hugo (1829–1886), deutscher Organist, Komponist und Hochschullehrer

### Schwanz
- Schwanz, Nico (* 1978), deutscher Reality-TV-Darsteller, Sänger und ModelNico Schwanz (* 1978)

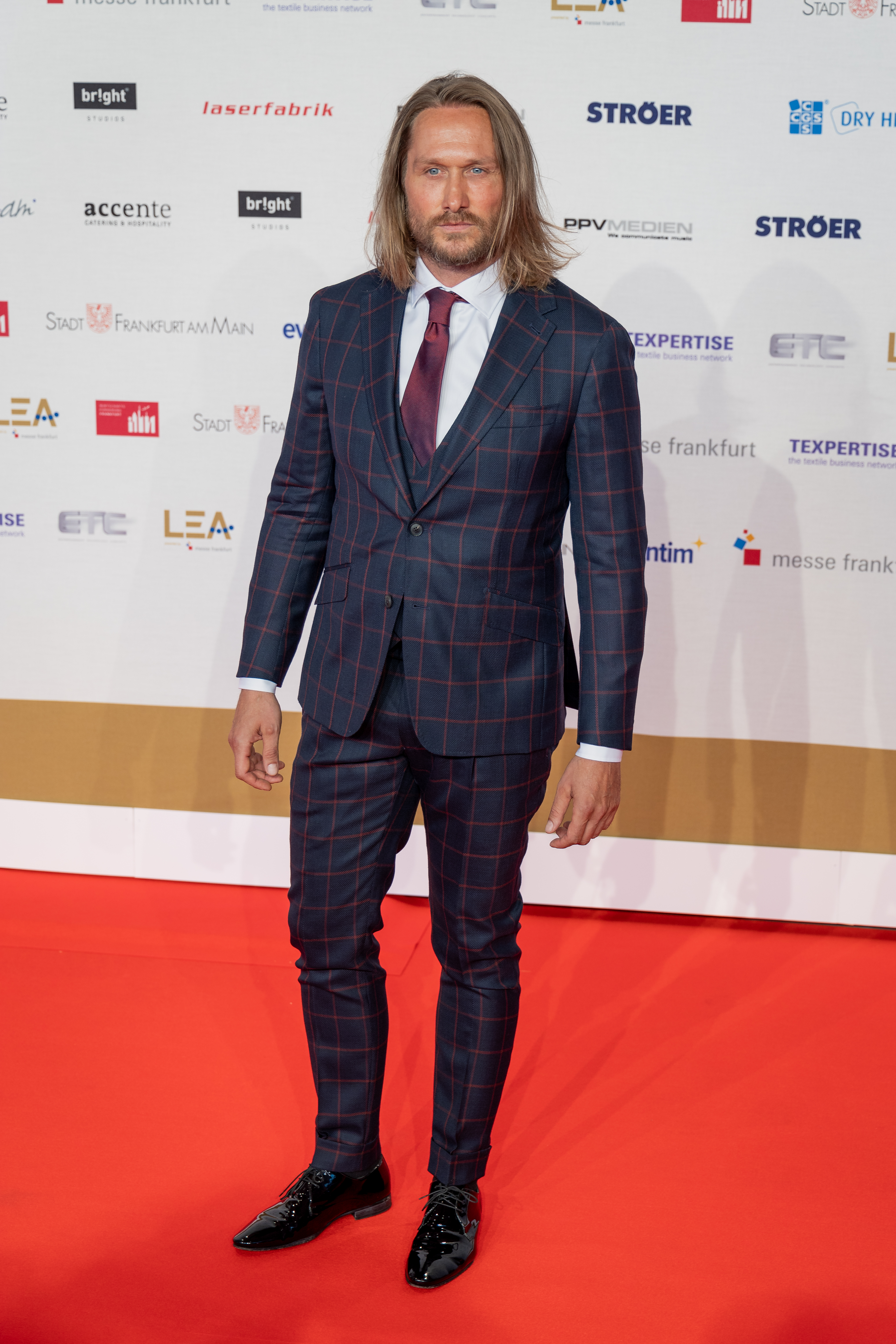
Nico Schwanz (* 1978)

- Schwanz, Otto (1939–2003), deutscher Bordellbetreiber
- Schwanzer, Karl (1918–1975), österreichischer Architekt und Designer
- Schwanzer, Walter (* 1957), österreichischer Musikverleger, Kapellmeister, Komponist, Arrangeur, Texter und Aufnahmeleiter
- Schwänzl, Roland (1952–2004), deutscher Mathematiker